# Nate DeLong
Nathan John DeLong, detto Nate (Chippewa Falls, 5 gennaio 1926 – Duluth, 5 maggio 2010), è stato un cestista e allenatore di pallacanestro statunitense, professionista nella NPBL e nella NBA.

## Carriera
Venne selezionato dai Tri-Cities Blackhawks al nono giro del Draft NBA 1950 (97ª scelta assoluta).

## Palmarès
- Campione NPBL (1951)